# 탐정 홍길동: 사라진 마을
《탐정 홍길동: 사라진 마을》은 2016년에 개봉한 대한민국의 영화이다. 조성희 감독이 연출했고 이제훈, 김성균, 박근형, 정성화, 고아라가 출연했다.

## 줄거리
겁 없고, 정 없고, 기억 없고, 친구도 없지만 사건 해결은 99%의 성공률을 자랑하는 탐정 홍길동이 20년간 해결하지 못한 단 하나의 사건을 추적하던 중 베일에 싸인 거대 조직 광은회의 충격적 실체를 마주하게 되며 벌어지는 이야기

## 캐스팅
- 이제훈 : 홍길동 역
- 김성균 : 강성일 역
- 박근형 : 김병덕 역
- 정성화 : 여관주인 역
- 고아라 : 황계숙 회장 역
- 노정의 : 김동이 역 - 김병덕의 손녀
- 김하나 : 김말순 역 - 김병덕의 손녀
- 고우림 : 어린 홍길동 역
- 조동인 : 활빈당 신입 역
- 최태환 : 활빈당 길동 부하 1 역
- 유정래 : 활빈당 길동 부하 5 역
- 영건 : 김진호 역
- 박지환 : 장길성 역
- 전재형 : 양진태 역
- 권용한 : 정호일 역
- 유승목 : 태광 정비소 주인 역
- 윤영균 : 최태정 역
- 황보라 : 헌책방녀 역
- 이준혁 : 복덕방 주인 역
- 이민웅 : 중국집 종업원 역
- 원근수 : 활빈당 뚱보 아저씨 역
- 강덕중 : 활빈당 가면 벗는 남자 역
- 최병모 : TV 토론  평화선진당 국회의원 박현길 역
- 서상원 : TV 토론 교수 역
- 이민웅 : 중국집 종업원 역
- 박지훈 : 경찰 1 역
- 남연우 : 경찰 5 역
- 김영성 : 경찰 7 역
- 최승윤 : 선착장 괴한 1 역
- 강신하 : 활빈당 드럼통 아저씨 역
- 변요한 : 광은회 미행남 역 (특별출연)